# أرتيليروس (محطة مترو أنفاق مدريد)
أرتيليروس (بالإسبانية: Artilleros)‏ هي محطة مترو أنفاق في مدريد في إسبانيا، تقع على الخط رقم 9.